# Going to the Run
Going to the Run is een nummer van de Nederlandse rockband Golden Earring. Het is de eerste single van hun vierentwintigste studioalbum Bloody Buccaneers uit 1991. In april dat jaar werd het nummer wereldwijd op single uitgebracht.

## Achtergrond
"Going to the Run" gaat over een met zijn Harley Davidson motor verongelukt lid van de Hells Angels Holland, een vriend van zanger-muzikant Barry Hay. De regel "One summer at the festival" verwijst naar een zomer op Parkpop. De plaat was op zaterdag 6 april 1991 Favorietschijf bij de NCRV op Radio 3 en werd een grote hit in de destijds twee landelijke hitlijsten op de nationale publieke popzender. De plaat bereikte de 4e positie in de Nationale Top 100 en piekte op de 3e positie in de Nederlandse Top 40. 
In België bereikte de plaat de 42e positie in de voorloper van de Vlaamse Ultratop 50 en de 27e in de Vlaamse Radio 2 Top 30. In Wallonië werd géén notering behaald.
Een Russischtalige cover van deze plaat werd in 1997 uitgebracht door Aria in de vorm van de videoclip "Беспечный Ангел" (Bespetsjny Angel).
Sinds de editie van december  2007 (uitgezonderd 2008) staat de plaat genoteerd in de jaarlijkse NPO Radio 2 Top 2000 van de Nederlandse publieke radiozender NPO Radio 2, met als hoogste notering tot nu toe een 283e positie in 2021.

## NPO Radio 2 Top 2000
| Nummer met noteringen in de NPO Radio 2 Top 2000 | '07 | '08 | '09 | '10 | '11 | '12 | '13 | '14 | '15 | '16 | '17 | '18 | '19 | '20 | '21 | '22 | '23 | '24 |
| ------------------------------------------------ | --- | --- | --- | --- | --- | --- | --- | --- | --- | --- | --- | --- | --- | --- | --- | --- | --- | --- |
| Going to the Run                                 | 702 | -   | 703 | 696 | 648 | 536 | 471 | 553 | 564 | 592 | 529 | 689 | 603 | 641 | 283 | 451 | 510 | 672 |

1. ↑  Een '-' betekent dat het nummer niet was genoteerd en een vetgedrukt getal geeft de hoogste notering aan.
2. ↑  2007 was het eerste jaar met een notering voor dit nummer.

Discografie